# Zinal
Zinal est un village suisse situé dans le val d'Anniviers, en Valais. Il est connu pour être le lieu d'arrivée de la course Sierre-Zinal, et représente également le point de départ pour l’ascension de plusieurs sommets de plus de 4000 mètres de hauteur.
Avant la fusion entre les villages de la vallée de 2009, le village faisait partie de la commune d'Ayer.

## Géographie

### Localisation
Zinal se situe à une altitude de 1 670 m, au fond du val d'Anniviers, une vallée latérale sud de la vallée du Rhône, dans le canton du Valais. Le ruisseau de la Navizence traverse le village et rejoint le Rhône à Chippis. Le Roc de la Vache, les Diablons et le Besso, un avant-corps du Zinalrothorn, s'élèvent à l'est au-dessus du village. À l'ouest du village s'élèvent la Corne de Sorebois et la Garde de Bordon. Plus haut dans la vallée se trouve le Plat de la Lée, un fond de vallée utilisé comme pâturage. Derrière elle, après un pas de rocher, la vallée se divise vers le Weisshorn avec les glaciers du Weisshorn et de Moming qui émanent, ainsi que vers le glacier de Zinal, le Grand Cornier, la Dent Blanche et l'Ober Gabelhorn.
Toute la tête de la vallée, avec ses sommets enneigés de quatre mille mètres, est également appelée « Couronne Impériale » en raison de son aspect majestueux.

### Climat
Le climat de Zinal est tempéré froid et de type Dfb selon la classification de Köppen. La température moyenne annuelle à Zinal est de 3,1 °C. Le mois de janvier a la moyenne de température la plus froide, avec −4,7 °C, tandis juillet est le mois le plus chaud avec une moyenne de 11,7 °C.
| Mois                              | jan. | fév. | mars | avril | mai | juin | jui. | août | sep. | oct. | nov. | déc. | année |
| --------------------------------- | ---- | ---- | ---- | ----- | --- | ---- | ---- | ---- | ---- | ---- | ---- | ---- | ----- |
| Température minimale moyenne (°C) | −7,8 | −7,5 | −5   | −2,3  | 1,8 | 5,3  | 7,7  | 7,3  | 5,2  | 1,3  | −3,3 | −6,3 | −0,7  |
| Température moyenne (°C)          | −4,7 | −4,4 | −1,7 | 1,3   | 5,7 | 9,3  | 11,7 | 11,2 | 8,7  | 4,4  | −0,4 | −3,3 | 3,1   |
| Température maximale moyenne (°C) | −1,6 | −1,2 | 1,7  | 5     | 9,6 | 13,3 | 15,8 | 15,1 | 12,3 | 7,6  | 2,5  | −0,2 | 6,7   |
| Précipitations (mm)               | 120  | 109  | 113  | 117   | 138 | 144  | 122  | 140  | 116  | 117  | 120  | 123  | 123,3 |

### Flore
La flore du vallon de Zinal est moins riche que celles des vallées parallèles, principalement car le val d'Anniviers ne s'étend pas autant au sud. En 1806, le botaniste Louis Thomas signale dans les alpages de la gentiane des neiges (Gentiana nivalis) et délicate (Comastoma tenellum), de l'ancolie des Alpes (Aquilegia alpina), de l'astragale à fleurs pendantes (Astragalus penduliflorus) et de la fléole des Alpes (Phleum alpinum). Près du glacier de Zinal, du côté du mont Durand, il signale de le saule myrtillin (Salix myrtilloïdes) et du pédiculaire tronquée (Pedicularis recutita) et à rostre (Pedicularis rostrata), tandis que près du sommet du mont il trouve du doronic de Clusius (Doronicum clusii), du jonc à fleurs aiguës (Juncus spadiceus) et à trois glumes (Juncus triglumis), de la saxifrage mousse (Saxifraga bryoides) et mucronée (Saxifraga hypnoides), du Aretia poenina, du laiche des bruyères (Carex approximata) et fétide (Carex fœtida) ainsi que de la gentiane pourpre (Gentiana purpurea).
Selon les botanistes modernes, la flore du vallon de Zinal a un caractère steppique. Ils signalent ainsi du fétuque du Valais (Festuca velesiaca), du stipe pennée (Stipa pennata) et voile de mariée (Stipa capillata), du Koeleria gracilis, de la pulsatille des montagnes (Pulsatilla montana), du muscari à toupet (Muscai comosum), de l'astragale esparcette (Astragalus onobrychis), de la bugrane jaune (Ononis Natrix) et à feuilles rondes (Ononis rotundifolia), du géranium sanguin (Geranium sanguineum), de l'euphorbe petit-cyprès(Euphorbia cyparissias) et de Séguier (Euphorbia seguieriana), de l’armoise des champs (Artemisia campestris) et du Valais (Artemisia vallesiaca), de l'achillée sétacée (Achillea setacea), de la joubarbe des toits (Sempervivum tectorum), à toile d'araignée (Sempervivum arachnoideum) et des montagnes (Sempervivum montanum).

### Mine de cuivre
Le val d'Anniviers est riche en minerais de cuivre. Située à 1 920 mètres d'altitude au fond du plat de la Lée, le filon de la mine de cuivre de la Lée est découvert dans les années 1830 puis exploré entre 1857 et 1859 par la creusée d'une galerie. Elle n'est réellement exploitée qu'entre 1900 et 1902 lors du rachat de la concession par la Société des Mines du val d'Anniviers. Les 500 mètres de galerie font l'objet de visites guidées organisées par l'office du tourisme du val d'Anniviers.

### Transports et accès

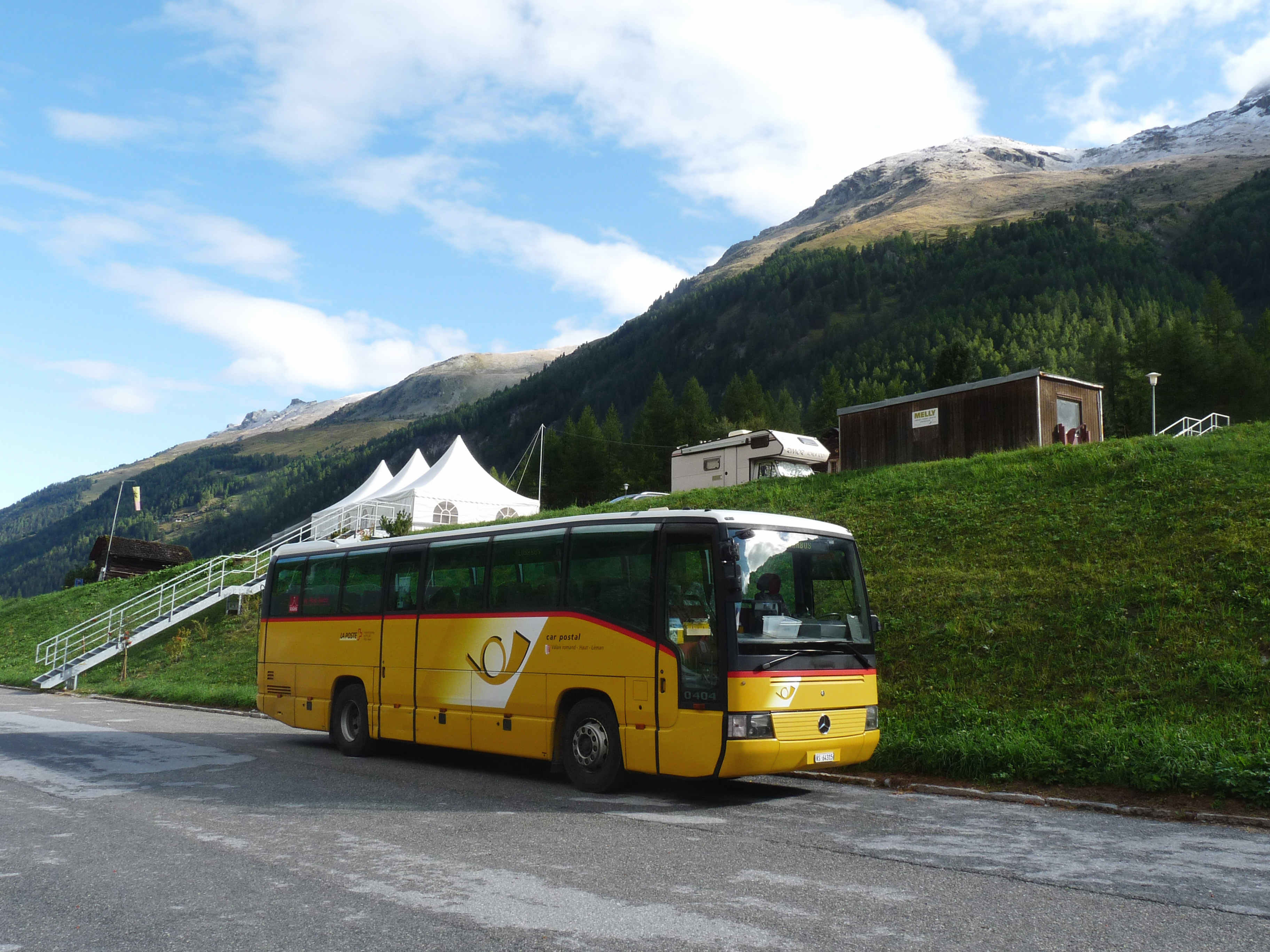
Les cars postaux sont les seuls transports publics amenant à Zinal.

Les conditions topographiques étant très exigeantes, la route de Zinal ne voit le jour que tardivement, en 1957. Des cars postaux relient Zinal au réseau de transport public jusqu'à Sierre via Vissoie. Il est également possible de se rendre directement au barrage de Moiry en passant par Grimentz.

## Toponymie
L'origine du mot Zinal vient des mots patois Chinal et Tsina, qui signifient chenal. C'est une allusion au fait que la vallée devient plus étroite à l'emplacement du village. En référence aussi aux nombreux couloirs d'avalanche autour du village.

## Histoire
À l'origine, Zinal est un village-mayens composé de petites habitations destinées à n'être habitées que quelques semaines par année. Il représente une étape intermédiaire pour les paysans avant de conduire le bétail aux alpages en mai et juin, ainsi que pour le retour en octobre.
La première auberge est construite en 1856 en bois de mélèze. Dans les années 1860, le village obtient une certaine renommée dans le milieu de la grimpe. Plusieurs clubs alpins voient alors le jour à Zinal. En 1864, Edward Whymper, le premier alpiniste à gravir le Cervin, passe la nuit à Zinal. En 1889, une chapelle dédiée à Saint Barthélémy est construite. L'arrivée de touristes anglais dans le village est à l'origine de la construction de plusieurs hôtels à la fin du 19e siècle. En 1906, un projet de chemin de fer électrique reliant Sierre à Zermatt en passant par le val d'Anniviers est imaginé. Le projet est cependant abandonné à cause de la Première Guerre mondiale. Le village n'est accessible qu'à pied depuis Ayer jusqu'en 1957, année d’ouverture de la route de Zinal.
Le téléphérique de Sorebois est construit en 1966. Il permet le développement des sports d'hiver et la construction de plusieurs remontées mécaniques. Le village grandit énormément dans les années 1960. Il passe de 6 habitants en 1960 à 110 en 1970.
Zinal appartient à la commune d'Ayer jusqu'au 31 décembre 2008, date de la fusion des communes du val d'Anniviers et de la création de la commune d'Anniviers dont fait partie Zinal.

## Population et société

### Gentilé
Les habitants du village se nomment les Zinalois.

### Démographie
Zinal compte 322 habitants fin 2020.

## Tourisme

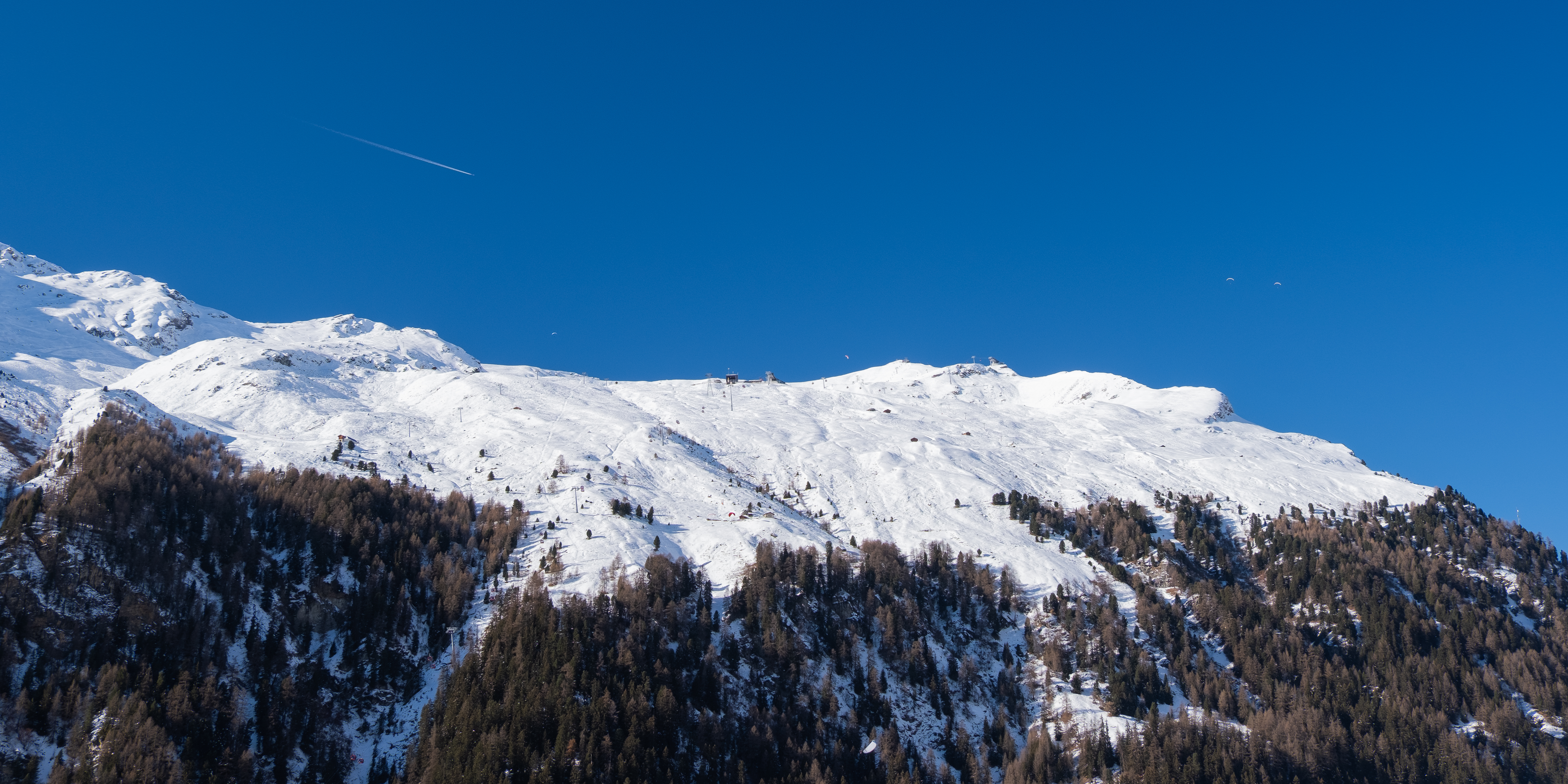
Le domaine skiable de Sorebois en 2021.

Le téléphérique de Sorebois est construit en 1966. Le sommet se trouve à 2 438 m d'altitude. Le village compte 5 hôtels et de nombreux appartements et chalets de vacances pour un total de plus de 4 000 lits.

### Été
Autour de Zinal se trouvent plus de 300 kilomètres de sentiers de randonnée balisées. Plusieurs cabanes de montagne (cabane du Petit Mountet, cabane du Grand Mountet, cabane d'Arpitettaz, cabane de Tracuit) ) sont à disposition des randonneurs et alpinistes pour atteindre les sommets de 4000 m de la couronne de Zinal (Weisshorn, Zinalrothorn, Bishorn et à l'Ober Gabelhorn). Il est également possible de marcher jusqu'au barrage de Moiry et jusqu'à la cabane de Moiry depuis le sommet du téléphérique de Sorebois.

### Hiver
Le domaine skiable de Sorebois propose 70 kilomètres de pistes entre 1 670 et 2 895 m d'altitude. L'ouverture d'un domaine freeride de 100 hectares fait de Zinal une station prisée pour la pratique du ski hors-pistes.
Depuis 2014, un téléphérique relie les domaines skiables de Zinal et de Grimentz.

## Culture et patrimoine

### Patrimoine bâti
- Architecture religieuse et vieux village

'"`UNIQ--templatestyles-0000000E-QINU`"'  - 1Vieille chapelle
  - 2Chapelle Saint-Barthélémy
  - 3Maisons La Trappe et Madelaine
  - 4Maisons Lo Pirlo et Mon Repos
  - 5Grenier sur pilotis et étable
- Architecture touristique

'"`UNIQ--templatestyles-0000000E-QINU`"'  - 1Hôtel Pointe de Zinal
  - 2Hôtel des Diablons
  - 3Hôtels de la Poste, du Trift et du National
  - 4Hôtel du Besso
  - 5Restaurant de La Ferme
  - 6Première auberge

#### Patrimoine religieux
Au bord de l'ancienne route du village se trouve le clocher d'une ancienne chapelle. La date de la construction de la chapelle est inconnue. Le bâtiment accolé au clocher sert de boutique dès 1900. Le bazar de la Vieille Chapelle est tenu jusqu'en 1953 par Denis Pont-Savioz. Les dates 1756 et 1919 figurent sur sa façade.
La chapelle du village date de 1900. Elle est de style néogothique et son saint patron est l'apôtre Barthélemy, protecteur contre les incendies et les catastrophes naturelles. Elle a remplacé une chapelle datant du XVIe siècle mentionnée dans les écrits d'Émile Javelle en 1872 comme une « petite chapelle blanche » dont le « clocher se disloque et penche, la croix s'incline et bientôt va tomber ». Chaque vitrail de la chapelle représente un des saints patrons des communes d'Ayer, Grimentz, Saint-Jean et Vissoie, dont étaient issus les membres de la Société de Zinal. Ils ont été réalisés par Roger Theytaz. La peinture murale du Jugement dernier, par Alfredo Cini, date de 1948.

#### Patrimoine touristique
Zinal compte plusieurs hôtels historiques construits dès le XIXe siècle.
La première auberge de Zinal est créée en 1859 par Jean-Baptiste et Julienne Epiney-Antille. Il s'agit d'un grand chalet en bois de mélèze dont le premier étage est construit en 1790. Celui-ci comprend la cuisine et une salle à manger. Les chambres se trouvent au deuxième étage et comprennent une dizaine de lits. Plusieurs alpinistes de renom y ont séjourné : Edward Whymper en 1859 avant de traverser le col du Moming pour la première fois, Leslie Stephen avant d'effectuer la première ascension du Zinalrothorn en 1864 et Francis Douglas en 1865 avant d'escalader l'Ober Gabelhorn. L'auberge a depuis été transformée en maison d'habitation.
L'hôtel des Diablons est construit en 1863 sous le nom de « hôtel Durand ». En 1894, les frères Tabin, originaires de Vissoie, agrandissent et renomment le bâtiment en « Grand hôtel des Diablons ». Il peut alors accueillir près de 150 clients. En 1932, la reine de Hollande passe 13 jours dans l'hôtel avec sa cour. Entre 1966 et 1994, l'hôtel est occupé par la société Club Med. Depuis 2001, il est loué par la Mutualité chrétienne de Belgique, Intersoc.
L'hôtel du Besso est fondé en 1890 par Benoît Crettaz. Dès 1903, il est administré par la Société des Hôtels de Zinal, qui gère également l'hôtel des Diablons. En 1920, il est racheté par Joachim Theytaz. L'entrée de l'hôtel est modifiée en 1957 avec la création de la nouvelle route du village ; auparavant l'entrée se faisait par la porte du côté de la chapelle Saint-Barthélémy. En face se trouve le restaurant de la Ferme. À sa construction dans les années 1880 ou 1890, le bâtiment sert de ferme à l'hôtel des Diablons. Les frères Tabin y gardent une vingtaine de vaches. L'étage du dessus est alors utilisé pour la fabrication du fromage et du beurre destinés à l'hôtel des Diablons. En 1967, alors que les remontées mécaniques de Zinal sont inaugurées, la ferme est transformée en restaurant.
L'hôtel de la Poste est établi dans les années 1880 ou 1890. Il est tenu par Pierre Savioz, responsable de la poste, puis par Auguste et Flora Blatter. Durant la Seconde Guerre mondiale l'hôtel est ouvert toute l'année pour les troupes en poste à Zinal. Il est repris par la famille Bonnard en 1943 avant d'être rénové en 1954. L'hôtel du Trift est construit en 1891 par la Société de Zinal pour remplacer l'ancienne école. Il est cependant très vite utilisé comme hôtel et il finit par changer d'usage selon les saisons : en hiver il sert d'auberge de jeunesse et d'école tandis qu'en été il redevient un hôtel. Avec la construction de la nouvelle route en 1957, il devient un bureau postal. L'hôtel du National est quant à lui construit en 1908 par la famille Theytaz d'Ayer. La famille Bonnard le rachète en 1953 ; elle l'utilise d’abord comme hôtel le temps des rénovations de l'hôtel de la Poste puis comme épicerie de 1954-1955 à 1980. Il a depuis été transformé en maison d'habitation.
L'hôtel de la Point de Zinal, initialement appelé « pension Cotter Theytaz » depuis 1911, est acquis par Denis Melly de Saint-Jean en 1954. Il est transformé en hôtel en 1964. Dès 1961, la famille de Denis Melly est la première à habiter à l'année à Zinal.

### Festivals et événements
Chaque année depuis 1974, le 2e dimanche d'août, le village accueille l'arrivée de la course à pied Sierre-Zinal,. Zinal accueille le Tour de Romandie à trois occasions : en 1987, en 2008 et en 2022. Lors de cette dernière édition, Sergio Higuita remporte l'étape Aigle-Zinal.